# ГЕС Монгва
ГЕС Монгва — гідроелектростанція на сході М'янми. Використовує ресурс із річки Нам-Лве, правої притоки однієї з найбільших річок Південно-Східної Азії Меконгу (басейн Південнокитайського моря).
У межах проєкту річку перекрили бетонною греблею висотою 51 метр, яка утримує витягнуте по долині Нам-Лве на 31 км водосховище з площею поверхні 8 км2 та об'ємом 78 млн м3.
Встановлене у машинному залі обладнання має загальну потужність 66 МВт та здатне продукувати 331 млн кВт·год електроенергії на рік.